# Sciophila yakutica
Sciophila yakutica är en tvåvingeart som beskrevs av Blagoderov 1992. Sciophila yakutica ingår i släktet Sciophila och familjen svampmyggor. Inga underarter finns listade i Catalogue of Life.